# Зайцев, Александр Васильевич
Александр Васильевич Зайцев (22 мая 1932, Москва — 7 марта 2014, Москва) — советский хоккеист с мячом, двукратный чемпион мира. Мастер спорта СССР (1955). Заслуженный мастер спорта СССР.

## Карьера
А. В. Зайцев познакомился с хоккеем с мячом в спортшколе «Трудовые резервы». Первой его взрослой командой был «Буревестнике», в котором он отыграл 5 сезонов.
После чемпионата мира 1957 года А. В. Зайцев, выступавший за сборную перешёл в «Динамо». Здесь он играл до окончания карьеры в 1965 году.
Один из сильнейших полузащитников тех лет. В 1959—1962 годах был капитаном команды.

## Достижения

### В клубах
Чемпион СССР (3) — 1961, 1964, 1965 

 Серебряный призёр чемпионата СССР (1) — 1959 

 Бронзовый призёр чемпионата СССР (5) —1954, 1957, 1958, 1960, 1962 

В списках «33 и 22 лучших хоккеистов СССР» (2) — 1960, 1961

### В сборной
Чемпион мира (2) — 1957, 1961